# Jon Burton
Jon Burton (27 de agosto de 1969) es diseñador de videojuegos británico y fundador de Traveller's Tales. Trabajó como diseñador de Puggsy y Lego Star Wars.

## Biografía
Burton se mudó a Lancashire cuando tenía seis años. Mary Burton (ahora Braithwaite) y John Burton, sus padres, lo criaron a él ya su hermano menor David en el pueblo de Parbold, Lancashire. Jonathan se trasladó 15 millas a Southport cuando salió de casa. David Burton trabaja con Jonathan como un artista de computadoras. Burton fue educado en la Escuela Scarisbrick Hall y el Rey George V College en Southport. Él tiene una licenciatura en Ciencias de la Computación de Liverpool Polytech. Ha sido contratado para trabajar con Walt Disney y Warner Bros., produciendo juegos infantiles de computadora.

## Filmografía

### Videojuegos
| Año  | Videojuegos                             | Director | Guionista | Diseñador | Notas                    |
| ---- | --------------------------------------- | -------- | --------- | --------- | ------------------------ |
| 1991 | Leander                                 | No       | No        | Sí        |                          |
| 1993 | Puggsy                                  | No       | No        | Sí        |                          |
| 1994 | Mickey Mania                            | No       | No        | Sí        |                          |
| 1995 | Toy Story                               | No       | No        | Sí        | Programador adicional    |
| 1996 | Sonic 3D                                | No       | No        | Sí        |                          |
| 1997 | Sonic R                                 | No       | No        | Sí        | Créditos como Joe Burton |
| 1998 | Rascal                                  | Sí       | No        | Sí        |                          |
| 2001 | Crash Bandicoot: The Wrath of Cortex    | Sí       | Sí        | Sí        |                          |
| 2002 | Haven: Call of the King                 | Sí       | Sí        | Sí        |                          |
| 2005 | Lego Star Wars: The Video Game          | Sí       | Sí        | Sí        |                          |
| 2006 | Lego Star Wars II: The Original Trilogy | Sí       | Sí        | Sí        |                          |
| 2008 | Lego Batman: The Video Game             | Sí       | No        | Sí        |                          |
| 2011 | Lego Star Wars III: The Clone Wars      | Sí       | No        | No        |                          |
| 2012 | Lego Batman 2: DC Super Heroes          | Sí       | Sí        | Sí        |                          |
| 2014 | Lego Batman 3: Beyond Gotham            | No       | Sí        | Sí        |                          |
| 2015 | Lego Dimensions                         | Sí       | Sí        | Sí        |                          |

### Película
| Año  | Película                                       | Director | Guionista | Productor | Notas               |
| ---- | ---------------------------------------------- | -------- | --------- | --------- | ------------------- |
| 2013 | LEGO Batman: The Movie - DC Super Heroes Unite | Sí       | Sí        | Sí        |                     |
| 2014 | The Lego Movie                                 | No       | No        | Sí        | Productor ejecutivo |
| 2015 | Man Down                                       | No       | No        | Sí        |                     |
| 2017 | The Lego Batman Movie                          | No       | No        | Sí        | Coproductor         |
| 2019 | The Lego Movie 2: The Second Part              | No       | No        | Sí        | Coproductor         |